# 和歌山大学教育学部附属特別支援学校
和歌山大学教育学部附属特別支援学校（わかやまだいがくきょういくがくぶふぞくとくべつしえんがっこう）は、和歌山県和歌山市にある特別支援学校。1967年（昭和42年）、和歌山大学教育学部附属小学校に開設されたことに始まる「おくやま学級」（特殊学級）が前身。

## 沿革
- 1976年（昭和51年）4月1日 - 和歌山大学教育学部附属養護学校として発足。
- 1977年（昭和52年）7月12日 - 現在位置する和歌山市西小二里の校舎に移転。
- 2007年（平成19年）4月1日 - ｢和歌山大学教育学部附属特別支援学校」に校名変更。

## 学部
- 小学部
- 中学部
- 高等部
  - 普通科コース
  - 普通科総合産業科コース

## 所在地
- 〒641-0031　和歌山県和歌山市西小二里2丁目5-18